# Cerocorticium roseolum
Cerocorticium roseolum är en svampart som först beskrevs av Erast Parmasto, och fick sitt nu gällande namn av Jülich & Stalpers 1980. Cerocorticium roseolum ingår i släktet Cerocorticium och familjen Meruliaceae.   Inga underarter finns listade i Catalogue of Life.